# Henrique da Silveira
Henrique da Silveira (portuguès: Henrique de Sampaio e Castro Pereira da Cunha da Silveira)  (São Bento, 26 de gener de 1901 - Lisboa, 9 d'abril de 1973) va ser un tirador d'esgrima portuguès que va competir en els anys posteriors a la Primera Guerra Mundial.
Especialista en espasa, el 1920 va prendre part al Jocs Olímpics d'Anvers, on disputà dues proves del programa d'esgrima. Fou quart en la prova d'espasa per equips i quedà eliminat en sèries en la d'espasa individual. Quatre anys més tard, als Jocs de París, fou novament quart en la prova d'espasa per equips. La tercera participació en uns Jocs fou el 1928, a Amsterdam, on va guanyar la medalla de bronze en la prova d'espasa per equips i quedà eliminat en sèries en la d'espasa individual. La quarta i darrera participació en uns Jocs fou el 1936, a Berlín, on fou cinquè en la prova d'espasa per equips i sisè en la d'espasa individual.